# Clyde River (Nunavut)
Clyde River, Kangiqtugaapik – osada na terytorium Nunavut w Kanadzie. Położona jest we wschodniej części Ziemi Baffina, nad Cieśniną Davisa, w Górach Baffina. Według danych ze spisu ludności z 2006 roku liczyła 820 mieszkańców. Miejscowość posiada lotnisko.
Klimat polarny. Najniższa zanotowana temperatura wyniosła –50,2 °C, a najwyższa 22,2 °C.